# Stephen McManus
Stephen David „Mick“ McManus (* 10. September 1982 in Lanark) ist ein ehemaliger schottischer Fußballspieler.

## Karriere
McManus stammt aus der Jugendabteilung von Celtic und debütierte 2003 für die erste Mannschaft unter Martin O’Neill. Anschließend konnte er sich bei den Bhoys auch unter Gordon Strachan im Team etablieren. In der Saison 2005/06 traf McManus acht Mal ins gegnerische Tor, was für einen Innenverteidiger ein beeindruckender Wert ist.
McManus trug im ersten Ligaspiel gegen Kilmarnock der Saison 2006/07 Celtics Kapitänsbinde, da der etatmäßige Kapitän Neil Lennon gesperrt war. Nachdem Lennon nach Nottingham abgewandert war, wurde McManus zum Kapitän von Celtic Glasgow ernannt.
McManus absolvierte am 11. Oktober 2006 in der Partie gegen die Ukraine sein Länderspieldebüt für die schottische Nationalmannschaft, als er eingewechselt wurde. Gegen Litauen traf „Mick“ zum 2:1 für Schottland, wo er eine wichtige Stütze der Defensivabteilung ist, auch zum ersten Mal.
Am 29. Januar 2010 wurde er bis zum Saisonende an den Football-League-Championship-Verein FC Middlesbrough verliehen, der von seinem ehemaligen Trainer Gordon Strachan trainiert wird. Zu Beginn der Saison 2010/11 wechselte McManus für 1.500.000 Pfund Ablöse fest nach Middlesbrough. Im Februar 2012 wurde er für einen Monat an Bristol City verliehen, im Oktober 2012 folgte eine erneute Leihe nach Bristol. Im Juli 2013 unterschrieb er einen Vertrag beim FC Motherwell aus der Scottish Premier League. Vier Jahre später beendete er dort seine Karriere als aktiver Spieler.